# آرامگاه ملاحسن کاشی
آرامگاه ملاحسن کاشی یا مقبره مولانا حسن کاشی بنایی مربوط به آغازین دوره‌های صفویه است که در سلطانیه، جنوب شهر واقع شده و این اثر در تاریخ ۱۵ دی ۱۳۱۰ با شمارهٔ ثبت ۱۶۸ به‌عنوان یکی از آثار ملی ایران به ثبت رسیده است.
این مکان مقبره حسن کاشی است. 
آرامگاه ملاحسن کاشی در نزدیکی گنبد سلطانیه، جای گرفته است. آرامگاهی که توسط شاه طهماسب یکم به افتخار ملاحسن کاشی عارف قرن ۱۴میلادی بنا شده‌است. تکمیل معماری داخلی بنا توسط فتحعلی‌شاه قاجار در دوران قاجار و قرن ۱۹اُم میلادی انجام گرفته‌است.

## نگارخانه

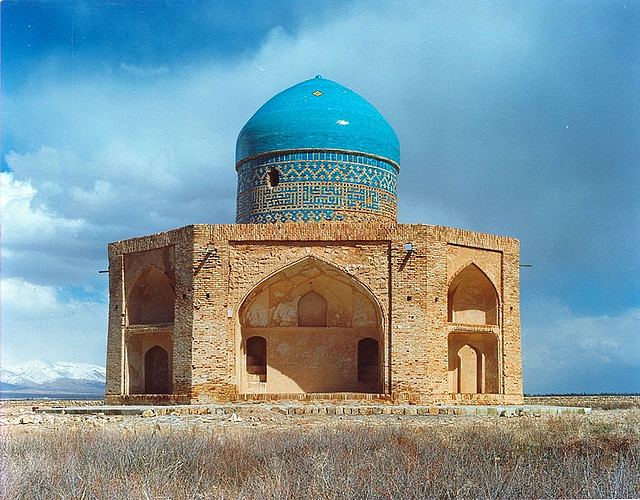
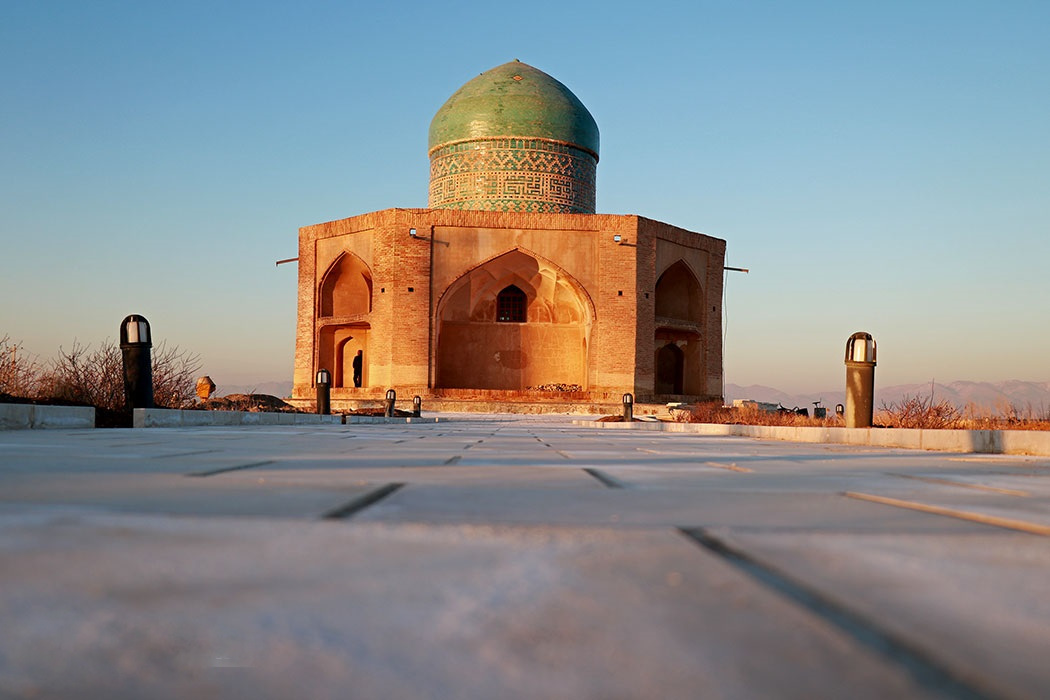
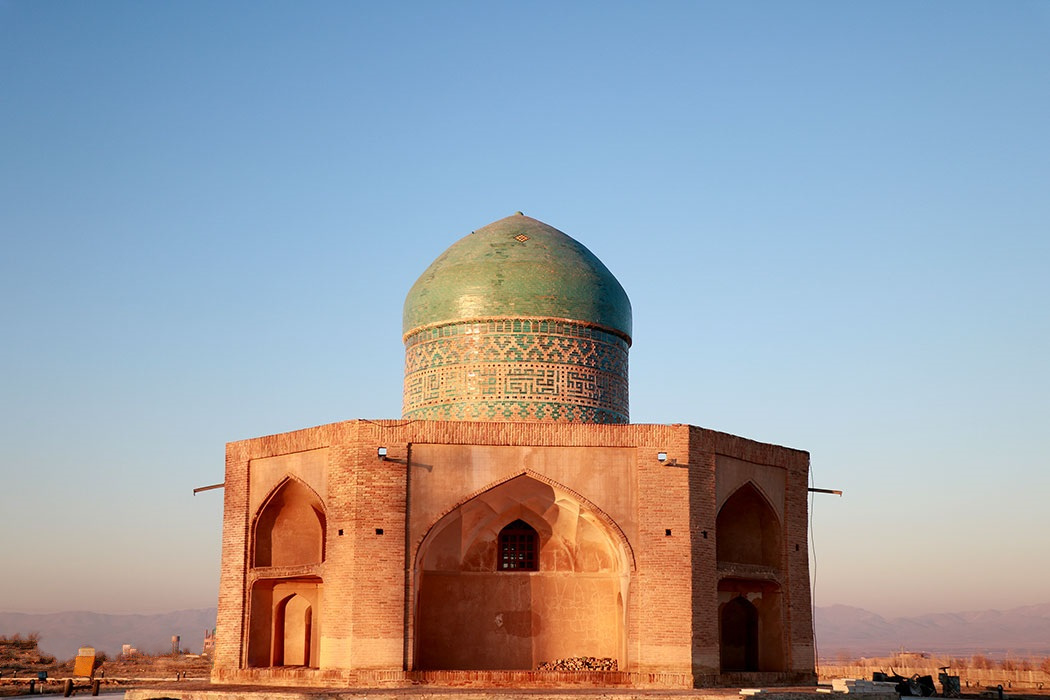